# ترينتينارا
ترينتينارا (بالإيطالية: Trentinara)‏ هي بلدة وكومونا بالقرب من بايستوم في مقاطعة سلرنو بمنطقة كمبانية جنوب غرب إيطاليا.